# Don’t Wanna Lie
Don’t Wanna Lie – czterdziesty dziewiąty singel japońskiego zespołu B’z, wydany 1 czerwca 2011 roku. Limitowana edycja singla zawierała dodatkowo DVD z teledyskiem utworu tytułowego. Osiągnął 1 pozycję w rankingu Oricon i pozostał na liście przez 10 tygodni, sprzedał się w nakładzie 216 239 egzemplarzy. Singel zdobył status złotej płyty.
Utwór tytułowy został wykorzystany jako 31 opening (odc. 613–626) anime Detektyw Conan oraz jako piosenka przewodnia filmu Detective Conan: Quarter of Silence, a utwór Homebound został użyty w zakończeniach programu NEWS23 Cross stacji TBS.

## Lista utworów
| Nr | Tytuł             | Czas |
| -- | ----------------- | ---- |
| 1. | „Don’t Wanna Lie” | 3:43 |
| 2. | „Homebound”       | 3:05 |

## Muzycy
- Tak Matsumoto: gitara, kompozycja i aranżacja utworów
- Kōshi Inaba: wokal, teksty utworów, aranżacja
- Shane Gaalaas: perkusja
- Barry Sparks: gitara basowa
- Maiko Sugiyama: instrumenty smyczkowe
- Lime Ladies Orchestra: instrumenty smyczkowe
- Terachi Hideyuki: aranżacja

## Notowania
| Lista                        | Pozycja |
| ---------------------------- | ------- |
| Oricon Weekly Singles Chart  | 1       |
| Oricon Monthly Singles Chart | 1       |
| Oricon Yearly Singles Chart  | 28      |
| Billboard Japan Hot 100      | 2       |